# Modicogryllus regulus
Modicogryllus regulus är en insektsart som först beskrevs av King, P.P. 1826.  Modicogryllus regulus ingår i släktet Modicogryllus och familjen syrsor. Inga underarter finns listade i Catalogue of Life.